# Justice économique
La justice économique est un principe d'équité dans la redistribution des bénéfices économiques résultant de politiques officielles.
À la croisée des champs de l'éthique et de l'économie, les réflexions sur ses modalités impliquent au début du XXe siècle philosophes et bon nombre d'économistes majeurs, dont Arthur Cecil Pigou, John Hicks, Nicholas Kaldor, Paul Samuelson, Kenneth Arrow, d'autres refusant toutefois que l'économie puisse avoir un contenu « normatif ». Cette réflexion s'est ensuite réduite à la portion congrue, la résistance à l'introduction de l'éthique dans l'économie pouvant s'expliquer en partie par sa proximité avec la philosophie politique, ou plus directement encore avec le champ politique. Le rôle des jugements éthiques dans l'économie a toutefois fait l'objet d'un regain d'attention et de travaux significatifs de la part de philosophes de l'économie tels que Marc Fleurbaey, Amartya Sen, Philippe Mongin, Hausman and McPherson. En ce qui concerne plus particulièrement l'équité des redistributions économiques, on peut noter les apports de Serge-Christophe Kolm et son concept de l'absence d'envie.
Dans le domaine théologique, l'Église catholique a adopté le terme en 1986 avec une lettre pastorale de la Conférence des évêques catholiques des États-Unis intitulée « Justice pour tous ». Cette lettre, parue peu avant la fin de la Guerre froide et soutenue par le Vatican, a eu une influence profonde sur la pensée catholique, influence qu'elle semble garder en 2014.
Dans le champ politique, elle est quelquefois confondue avec, ou synonyme de justice sociale[réf. nécessaire].

### Articles
- (en) Serge-Christophe Kolm, Economic Justice : the central problem, European Economic Review, 1995, 39, p. 661-673.
- Serge-Christophe Kolm Macrojustice, Leçons de philosophie économique, dir. A. Leroux et P. Livet, Economica, Paris, 2005.
- Valérie Clément; Christine Le Clainche et Daniel Serra, Économie de la justice et de l'équité, Economica, Paris, 431 pages.
- C. Arnsperger et Philippe Van Parijs La justice économique comme absence d'envie: Introduction Recherches Économiques de Louvain/Louvain Economic Review, 3-7. 1994 Présentation en ligne